# Nurri, Sydsardinien
Nurri är en ort och kommun i provinsen Sydsardinien i regionen Sardinien i sydvästra Italien. Kommunen hade 2 154 invånare (2017).